# Yo nena, yo princesa
Yo nena, yo princesa és una pel·lícula dramàtica argentina dirigida per Federico Palazzo i basada en el llibre homònim de Gabriela Mansilla. Narra la història de Luana, qui va néixer home, però des de petita s'identifica com a nena, la qual cosa implica una situació totalment nova i desconcertant per als seus pares que es veuen embolicats en una societat plena de prejudicis. És protagonitzada per Eleonora Wexler, Juan Palomino, Isabella G. C., Valentino Vena, Valentina Bassi, Lídia Catalano, Mariano Bertolini i Paola Barrientos. La pel·lícula va tenir el seu llançament limitat a les sales de cinemes de l'Argentina el 28 d'octubre de 2021 sota la distribució de Batata Films.
Aquesta pel·lícula va ser declarada d'interès cultural pel Ministeri de Cultura de la Nació i el Ministeri d'Educació de la Nació, així com també per l'ens de Cultura de la Província de Tucumán.
La pel·lícula va ser rebuda amb ressenyes positives per part de la crítica especialitzada, els qui van elogiar sobretot l'actuació de Wexler, encara que van qüestionar el rumb que pren la pel·lícula cap al final. En el lloc web Todas las críticas va tenir un percentatge d'aprovació del 64%.

## Sinopsi
La història se centra en la vida d'una parella i els seus fills bessons, dels quals un d'ells comença a manifestar que s'identifica com a nena. A partir d'això, Gabriela (Eleonora Wexler), la mare, intentarà comprendre la situació del seu fill que aviat passa a ser una nena trans, començant així una lluita pels drets i la identitat de gènere de Luana (Isabella G. C.), qui també haurà d'enfrontar-se amb el rebuig del seu pare Guillermo (Juan Palomino).

## Repartiment
- Eleonora Wexler com Gabriela Mansilla
- Juan Palomino com Guillermo
- Isabella G. C. com Manuel / Luana
- Valentino Vena com Elías
- Valentina Bassi com Silvia
- Lidia Catalano com Esther
- Mariano Bertolini com Federico
- Paola Barrientos com Licenciada Paván
- Héctor Bidonde com Roberto
- Irene Almus com Gori
- China Pereiro com Sabrina, professora de patí
- Laura Cymer com Viviana
- Claudio Da Passano com Seguretat de la Casa Rosada
- Mauricio Dayub com a Cap de Gabinet
- Marina Glezer com Mestra jardinera
- Ernesto Larrese com Advocat
- Paula Morales com a Directora del col·legi privat
- María Onetto com a Llicenciada Rodríguez
- Alejo Ortiz com Pastor
- Esteban Prol com Pediatra
- Fabián Vena com Assessor de menors
- Ana Celentano com Directora del col·legi públic

## Recepció

### Comentaris de la crítica
La pel·lícula va rebre crítiques positives a mixtes per part dels experts. Juan Pablo Russo d' Escribiendo Cine va qualificar a la pel·lícula amb un 6, dient que el seu punt més fort és l'actuació de Wexler qui «es carrega a la seva esquena la pel·lícula, ens convenç de tot i ens fa preguntar-nos perquè el cinema no l'aprofita una mica més», no obstant això, el que qüestiona del film és que «la temporalitat no queda molt en clar i per moments confon», però que «amb els seus defectes i virtuts, […] és una pel·lícula honesta amb una fi igual d'honest». Per la seva part, Francisco Mendes Moas del lloc web Cine Argentino Hoy va elogiar l'actuació d'Isabella G. C descrivint-la com a «sublim», ja que posseeix «una mirada que transmet mil sensacions, des de tristesa i incomoditat fins a innocència i l'alegria més pura», i al seu torn va rescatar la gran química amb Wexler, a qui també va destacar la seva interpretació d'una mare aguerrida. En aquesta mateixa línia, Ignacio Dunand del portal El Destape va qualificar a la cinta de «molt bona», lloant sobretot l'actuació de Wexler esmentant que és de les interpretacions més honestes i que «ofereix una composició memorable on desborda la intensitat sincera de l'amor maternal infinit». Santiago García de Leer Cine va destacar que Palazzo aconsegueix que la pel·lícula sigui emocionant, com així també convincent i humana, però va criticar que cap al final de la cinta, l'última mitja hora, es torna esgotadora i presenta una «vulgar baixada de línia didàctica, el to educatiu de la qual és completament anti cinematogràfic».
D'altra banda, Rolando Gallego d' Haciendo Cine va qüestionar que el director per moments s'acosta a una ficció més televisiva, que cinematogràfica, encara que aconsegueix recuperar en imatges al personatge de Luana, com així també va valorar l'actuació d'Isaballa G. C., comentant que «deixa la vida en cada escena, construeix el seu personatge a imatge i semblança d'aquest relat que Gabriela Mansilla va saber posar en paraules». En una ressenya pel portal Otros Cines, Ezequiel Boetti va escriure que la pel·lícula està recolzada en «actuacions intenses, però mai desbordades […] i que el relat troba en la fluïdesa narrativa el seu principal mèrit», però va destacar que el problema es troba al final de la pel·lícula, perquè sembla que «el guió assumeix estar escrit des d'un present molt diferent en termes de reconeixements i drets identitaris, i posa en boca dels personatges termes i conceptes estrictament contemporanis».

### Premis i nominacions
| Llista de premis i nominacions | Llista de premis i nominacions | Llista de premis i nominacions | Llista de premis i nominacions | Llista de premis i nominacions | Llista de premis i nominacions |
| Any                            | Organització                   | Categoria                      | Nominat/a(s)                   | Resultat                       | Ref(s)                         |
| ------------------------------ | ------------------------------ | ------------------------------ | ------------------------------ | ------------------------------ | ------------------------------ |
| 2021                           | Premis Sur                     | Millor Actriu de Repartiment   | Paola Barrientos               | Pendent                        | [ 11 ]                         |
| 2021                           | Premis Sur                     | Millor Actriu Revelació        | Isabella G.C.                  | Pendent                        | [ 11 ]                         |
| 2021                           | Premis Sur                     | Millor Actor Revelació         | Valentino Vena                 | Pendent                        | [ 11 ]                         |
| 2021                           | Premis Sur                     | Millor Guió Adaptat            | Federico Palazzo i José Paquez | Pendent                        | [ 11 ]                         |
| 2021                           | Premis Sur                     | Millor Fotografia              | Milagros Chaín                 | Pendent                        | [ 11 ]                         |
| 2021                           | Premis Sur                     | Millor Muntatge                | Jonathan Smeke                 | Pendent                        | [ 11 ]                         |
| 2021                           | Premis Sur                     | Millor So                      | Ileana Gigena i Joaquín Rosson | Pendent                        | [ 11 ]                         |
| 2021                           | Premis Sur                     | Millor Música Original         | Martín Bianchedi               | Pendent                        | [ 11 ]                         |
| 2022                           | Premis Platino                 | Cinema i Educació en Valors    | Yo nena, yo princesa           | Nominat                        | [ 12 ]                         |